# Giovanni Cattaneo (militare 1916)
Giovanni Cattaneo (Magenta, 3 agosto 1916 – Regalbuto, 31 luglio 1943) è stato un militare italiano, decorato di medaglia d'oro al valor militare alla memoria nel corso della seconda guerra mondiale.

## Biografia
Nacque a Magenta, in provincia di Milano, il 3 agosto 1916. Operaio in una fabbrica di fiammiferi a Magenta, venne arruolato nel Regio Esercito nel 1937 per assolvere gli obblighi del servizio militare di leva nel 34º Reggimento di fanteria a Fossano. Congedato nel 1938, fu richiamato in servizio per un periodo di addestramento nel settembre 1939 e trattenuto in servizio attivo; dopo l'entrata in guerra del Regno d'Italia partecipò alle operazioni sul fronte occidentale. Nel 1942 divenne istruttore per l'inquadramento delle reclute presso il deposito reggimentale con il grado di caporale maggiore. Rientrato in servizio presso il reggimento mobilitato, allora di stanza in Sicilia, fu nominato comandante di squadra mitraglieri. Nell'ottobre 1942 fu promosso sergente.
Quando il 10 luglio 1943 gli Alleati iniziarono lo sbarco in Sicilia (Operazione Husky), partecipò alla battaglia di Gela.
Combatté al fianco dell'alleato tedesco sino al 29 luglio 1943, impegnato nella difesa della cittadina di Regalbuto, presidiata per l'appunto da un reggimento della divisione "Sizilien". Durante l'attacco lanciato il 30 luglio dalle truppe degli Alleati (canadesi e militari della 231ª Brigata "Malta"), le forze italo-tedesche in città opposero tenace resistenza e cedettero dopo due giorni di duri combattimenti.
Postosi in prima linea, continuò a fare fuoco con gli uomini che gli erano rimasti, costringendo gli avversari a rinunciare all'attacco definitivo per ben due volte, salvo poi venire egli stesso colpito dallo scoppio di una granata e morire sul colpo. Per questo gesto eroico gli venne conferita la medaglia d'oro al valor militare alla memoria; la città natia gli ha dedicato una via, dove ancora oggi campeggia un suo busto commemorativo. La sua salma riposa nel camposanto di Magenta.